# Westpac New Zealand
Die Westpac New Zealand Limited ist eine Geschäftsbank in Neuseeland, mit Hauptsitz in Auckland. Sie ist über weitere zwischengeschaltete Unternehmen ein Tochterunternehmen der australischen Westpac Banking Corporation und gehört zu den sechs Banken in Neuseeland, die ein weit verzweigtes Filialnetz betreiben.

## Geschichte
1982 fusionierten in Australien die Bank of New South Wales mit der Commercial Bank of Australia Limited und bildeten die Westpac Banking Corporation. In Neuseeland wurde mit dem Bank of New South Wales Act 1982 die Fusion am 17. September 1982 vollzogen und das neue Unternehmen mit dem gleichen Namen Westpac Banking Corporation versehen. Der Sitz des Unternehmens war Wellington. Nach dem Companies Act von 1993 wurde die Westpac Banking Corporation 1994 dann offiziell in Neuseeland als ein Unternehmen aus Übersee registriert, allerdings mit einer Firmenadresse in Auckland. Was in den Jahren dazwischen passierte, ist nicht bekannt.
1996 fusionierte die Westpac Banking Corporation mit der Trust Bank of New Zealand, in der nach der Trustee Banks Restructuring Order 1988 fast alle neuseeländischen Savings Banks (Sparkassen) vereinigt waren. Das so gebildete neue Unternehmen bekam den Namen Westpac Trust. Im November 2006 wurde der Name und die Rechtsform der Bank noch einmal geändert, um, wie man angab, die lokale Identität und den Bezug zu Neuseeland zu unterscheiden. Seit dieser Zeit nennt sich die Bank Westpac New Zealand Limited.
Zur Geschichte der beiden ursprünglichen Banken siehe die beiden Hauptartikel: Bank of New South Wales und Commercial Bank of Australia.

## Heute
Das Unternehmen ist im Privatkunden-Sektor tätig, bedient die Geschäftsfelder kleinerer und mittlerer Unternehmen und ist eine der Geschäftsbanken der neuseeländischen Regierung. Für internationale Devisen- und Investmentgeschäfte stehen die Filialen als Kontaktpartner zur Westpac Investment Group zur Verfügung. Die Westpac New Zealand Limited gibt an, mit 1,3 Mill. Kunden (2009) eine der größten Full-Service Bank von Neuseeland zu sein. Die Bank besaß 2009 196 Filialen und nahezu 500 Bankautomaten. Das im April 2000 eingerichtete Online Banking wurde bis September 2006 von über 566.000 Kunden genutzt.
Die Westpac Gruppe in Neuseeland tut sich besonders im Sponsoring hervor. Das nach der Westpac Bank benannte Stadium in Wellington, das Westpac Stadium, die Westpac Rescue Helicopters und der Sir Peter Blake Trust sind nur einige wenige Sponsoring-Projekte davon. Mit Business Events und Unterstützung von Organisationen versucht das Unternehmen seine Imagepflege abzurunden.
Neben der Westpac New Zealand Limited führt die australische Westpac Banking Corporation noch ein zweites Bankunternehmen in Neuseeland, die Westpac Group Investment -NZ- Limited. Zu dieser Investmentbank gehören zahlreiche weitere Westpac Tochterunternehmen und Beteiligungen. Beide, die Westpac New Zealand Limited und die Westpac Group Investment -NZ- Limited, werden direkt und indirekt über die in Australien ansässige und zum Westpac Konzern gehörende Westpac Overseas Holding PTY Limited kontrolliert.
Des Weiteren befindet sich am Hauptsitz der Westpac New Zealand Limited in Auckland noch die in Neuseeland registrierte Westpac Banking Corporation, die heute allerdings als eine Zweigstelle der Muttergesellschaft in Sydney gilt. Welche Aufgabe dieses Unternehmen heute noch hat, ist derzeit nicht bekannt.
Im September 2006 wurde Westpac in Neuseeland zur Rückzahlung von 4,5 Mill. NZ$ an seine Kreditkartenkunden verurteilt. Das Unternehmen hatte, wie andere Kreditinstitute im Übrigen auch, zwischen dem 17. April 2002 und dem 2. Dezember 2004 in Rechnung gestellte Gebühren für Devisentransaktionen seinen Kunden nicht entsprechende dem Fair Trading Act bekannt gemacht. Die Commerce Commission erließ zusätzlich eine Strafzahlung von 570.000 NZ$ gegen das Unternehmen.

## Tochterunternehmen
- Westpac NZ Operations Limited – 100 %
- Westpac Securities NZ Limited – 100 %
- The Home Mortgage Company Limited – 100 %
- Westpac (NZ) Investments Limited -100 %

## Beteiligungen
- The Warehouse Financial Services Limited – 51 %
- Westpac NZ Securitisation Holdings Limited – 9,5 %